# Dawon Kahng
Dawon Kahng (Seúl; 4 de mayo de 1931 - Nuevo Brunswick, Nueva Jersey; 13 de mayo de 1992) fue un ingeniero eléctrico e inventor coreano-estadounidense, conocido por su trabajo en electrónica de estado sólido . En 1959, inventó junto con Mohamed Atalla el MOSFET (transistor de efecto de campo de metal-óxido-semiconductor) también conocido como "transistor MOS". Atalla y Kahng desarrollaron procesos para la fabricación del dispositivo semiconductor MOSFET tanto en tecnología PMOS como NMOS . El MOSFET es el tipo de transistor más utilizado hoy en día y el elemento básico en la mayoría de equipos electrónicos modernos .
Atalla y Kahng propusieron más tarde el concepto del circuito integrado MOS, ya principios de los años 60, hicieron un trabajo pionero en los diodos Schottky y los transistores a base de mano-layers (nano-capas). En 1967 Kahng inventó junto con Simon Sze, el "MOSFET de puerta flotante" (floting gate MOSFET). Kahng y Sze propusieron que el FGMOS se pudiera utilizar como células de memoria flotante en el tipo de memoria no volátil (NVM) y la memoria de sólo lectura (ROM) reprogramable, que se convirtió en la base de las EPROM ( ROM programable borrable), las EEPROM (ROM programable borrable eléctricamente) y las tecnologías de memoria flash . Kahng entró en la National Inventors Hall of Fame en 2009.

## Biografía
Dawon Kahng nació el 4 de mayo de 1931 en Seúl, Corea. Estudió Física en Universidad Nacional de Seúl en Corea del Sur, y emigró a los Estados Unidos en 1955 para asistir a Ohio State University, donde recibió un doctorado en física.
Fue investigador en  Bell Telephone Laboratories en Murray Hill, Nueva Jersey e inventó MOSFET (transistor de efecto de campo de semiconductor de óxido de metal), que es el elemento básico en la mayoría de los actuales. equipo electrónico, con Mohamed Atalla en 1959. Conjuntamente fabricaron dispositivos tanto PMOS como NMOS con un proceso de 20 micras. Sin embargo, Bell Labs ignoró inicialmente la tecnología MOS, ya que la compañía no estaba interesada en los circuitos integrados en ese momento. 

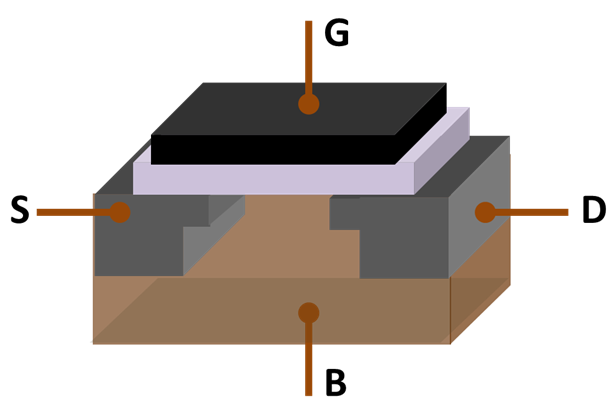
El MOSFET fue inventado por Kahng con su colaborador Mohamed Atalla los Bell Labs en 1959.

Alargando su trabajo en la tecnología MOS, Atalla y Kahng hicieron después un trabajo pionero en dispositivos "hot carrier", proceso en el que utilizaron el que luego se llamaría barrera de Schottky. El diodo Schottky, también conocido como diodo de Barrera-Schottky-, fue teorizado durante años, pero se realizó por primera vez como resultado del trabajo de Atalla y Kahng durante los años 1960 - 1961. Publicaron sus resultados en 1962 y llamaron a su dispositivo "hot electrón" triodo structure with semiconductor-metal emitter "(estructura de triodo" electrones calientes "con emisor de metal-semiconductor). Posteriormente realizaron más búsquedas sobre diodos Schottky de alta frecuencia; así el diodo Schottky asumió un papel destacado en las aplicaciones de mezcladores de alta frecuencia. 
En 1962, Atalla y Kahng propusieron y demostrar un transistor primitivo con -base de metal "nano-layer" (nano-capa). Este dispositivo tiene una capa metálica con grosor nanométrico entre dos capas semiconductoras, formando el metal, la base, y el componente semiconductor formando el emisor y el colector. Con su baja resistencia y cortos tiempos de tránsito a la fina base "nano-layer" metálica, el dispositivo era capaz de una alta frecuencia de funcionamiento en comparación con los transistores bipolares . Su trabajo pionero consistió en depositar capas metálicas (la base) encima de los sustratos semiconductores de un solo cristal (el colector), con el emisor una pieza de semiconductor cristalino en la parte superior o una esquina contundente presionada fuertemente contra la capa metálica (el punto de contacto). Depositaron películas delgadas de oro (Au) con un espesor de 10 nm sobre germanio de tipo N (n-Ge), mientras que el punto de contacto era de silicio de tipo N (n-Si).
Junto con su colega Simon Sze, inventó el MOSFET "floating-gate" (puertas flotantes), que presentaron por primera vez en 1967, inventando también la celda de memoria flotante, la base para muchas formas de dispositivos de memoria de semiconductores. Kahng y Sze propusieron que la puerta flotante de un dispositivo semiconductor MOS (FGMOS) se pudiera utilizar para la celda de una ROM reprogramable, que se convirtió en la base de las EPROM ( ROM programable borrable), las EEPROM (ROM programable borrable eléctricamente) y las tecnologías de memoria flash . También realizó investigaciones sobre semiconductores hierro-eléctricos y materiales luminosos, e hizo importantes contribuciones al campo de la electroluminiscencia . 
Tras retirarse de los laboratorios Bell, se convirtió en el presidente fundador del NEC Research Institute de Nueva Jersey. Fue miembro del IEEE y de los laboratorios Hermoso. También obtuvo la medalla Stuart Ballantine del Instituto Franklin y del premio Distinguished Alumnus of Ohio State University College of Engineering. Murió por complicaciones tras una cirugía de emergencia por un aneurisma aórtico en 1992.

## Premios y honores
Kahng y Mohamed Atalla fueron galardonados con la Medalla Stuart Ballantine los Premios Franklin Institute de 1975, por su invención del MOSFET. En 2009, Kahng fue trasladado a la Sala de la fama nacional de inventores. En 2014, la invención del MOSFET de 1959, se incluyó en la lista de los hitos IEEE en electrónica.
A pesar de que el MOSFET permitió avances ganadores del Premio Nobel, como el efecto Hall cuántico y el dispositivo de carga acoplada (CCD), nunca se otorgó ningún premio Nobel por la invención del MOSFET. No obstante, en 2018, la Real Academia Sueca de Ciencias que concede los premios Nobel de ciencia reconoció que la invención del MOSFET hecha por Atalla y Kahng fue uno de los inventos más importantes hechos nunca en microelectrónica y en tecnología de la información y las comunicaciones (TIC).